# Oberseidendorf
Oberseidendorf je naselje v Občini Škocjan v Podjuni v Okraju Velikovec na Koroškem v Avstriji.